# Gouvernement Geórgios Papandréou III
Pour les articles homonymes, voir gouvernement Papandréou.
Royaume de Grèce
Gouvernement Paraskevópoulos Gouvernement Athanasiádis-Nóvas
Le gouvernement Geórgios Papandréou III est un gouvernement grec, dirigé par Geórgios Papandréou du 18 février 1964 au 15 juillet 1965.